# Alberto Montaño
Alberto Guillermo Montaño Angulo (Esmeraldas, 23 de marzo de 1970) es un exfutbolista ecuatoriano que jugaba como defensa central. Militó en diversos clubes de Ecuador, Argentina y Chile. Además, fue parte de la Selección de Ecuador, participando en 57 partidos en los cuales anotó tres goles. Como seleccionado, disputó dos ediciones de la Copa América: 1997 en Bolivia y 1999 en Paraguay. 

## Clubes
| Club               | País      | Año       |
| ------------------ | --------- | --------- |
| Barcelona          | Ecuador   | 1992-1997 |
| Santiago Wanderers | Chile     | 1998      |
| Barcelona          | Ecuador   | 1999-2001 |
| Delfín             | Ecuador   | 2002      |
| Deportivo Cuenca   | Ecuador   | 2003      |
| ESPOLI             | Ecuador   | 2004      |
| Juventud Antoniana | Argentina | 2004-2005 |
| Atlanta            | Argentina | 2006-2007 |